# Kig
Kig é um software livre de Geometria Dinâmica que é parte do Projeto Educacional do KDE. Ele possui algumas facilidades para a criação de scripts em Python, bem como a criação de macros a partir de construções existentes.
O software é bastante versátil, podendo ser utilizado não apenas na escola básica, no ensino superior, na educação à distância e, também, para a abordagem de assuntos não diretamente relacionados à Geometria, como os números complexos.

## Importação e exportação
O Kig pode importar arquivos criados pelo DrGeo e pelo Cabri Géomètre, bem como seu próprio formato de arquivo, que é codificado em XML. O programa pode exportar imagens nos formatos de arquivo LaTeX e SVG.

## Objetos
O Kig pode operar com qualquer objeto clássico da Geometria, mas também com:
1. O centro de curvatura de uma curva;
2. A dilatação, a afinidade genérica, a inversão, a aplicação projetiva, a homografia e a homologia harmônica;
3. A hipérbole com a assíntota dada;
4. As Curvas de Bézier (2º e 3º graus);
5. A reta polar de um ponto e o Pólo de uma reta com respeito a uma seção cônica;
6. As assíntotas de uma hipérbole;
7. A curva cúbica através de 9 pontos;
8. A curva cúbica com um ponto duplo através de 6 pontos;
9. A curva cúbica com uma cúspede através de 4 pontos.

## Linguagem de script

### Interior da figura
O outro objeto que está disponível dentro do Kig, é um script em Python. Ele pode aceitar objetos do Kig como variáveis e sempre retornar um objeto.
Por exemplo, se já existe um objeto numérico no interior da figura, como 3, o seguinte objeto em Python pode produzir seu quadrado (9):
```
def
 
square
(
 
arg1
 
):

 
return
 
DoubleObject
(
 
arg1
.
value
()
**
2
 
)

```

As variáveis são sempre chamadas arg1, arg2, etc. na ordem em que elas são clicadas. Aqui existe apenas uma variável arg1 e seu valor numérico é obtido com arg1.value().
Se agora alguém quiser implementar o quadrado de um número complexo (representado por um ponto no Diagrama de Argand, o objeto que tem de ser selecionado na criação do script precisa necessariamente ser um ponto. O script é:
```
def
 
csquare
(
 
arg1
 
):

        
x
=
arg1
.
coordinate
()
.
x

        
y
=
arg1
.
coordinate
()
.
y

        
z
=
x
*
x
-
y
*
y

        
y
=
2
*
x
*
y

        
x
=
z

        
return
 
Point
(
 
Coordinate
(
x
,
y
)
 
)

```

A abscissa do ponto representando o quadrado do número complexo é {\displaystyle x^{2}-y^{2}} como pode ser visto ao expandir {\displaystyle (x+iy)^{2}=x^{2}-y^{2}+i(2xy)}. Coordinate(x,y)
cria uma lista Python feita das duas coordenadas do novo ponto. E Point cria o ponto cujas coordenadas são precisamente dadas pela lista.
Mas um objeto Python dentro de uma figura pode apenas criar um objeto e, para figuras mais complexas, alguém deve construí-la com um script:

### Figura criada por um script
O Kig vem com um pequeno programa (escrito em Python) chamado pikyg.py que pode:
1. carregar um script em Python, digamos MeuScript.py
2. construir uma figura do Kig, descrita por esse script
3. abrir o Kig e exibir a figura.

Abaixo podemos ver como um Triângulo de Sierpinski pode ser feito (através de um sistema de função iterada) com pykig:
```
from
 
random
 
import
 
*

kigdocument
.
hideobjects
()

A
=
Point
(
0
,
2
)

A
.
show
()

B
=
Point
(
-
2
,
-
1
)

B
.
show
()

C
=
Point
(
2
,
-
1
)

C
.
show
()

M
=
Point
(
.1
,
.1
)

for
 
i
 
in
 
range
(
1
,
1000
):

  
d
=
randrange
(
3
)

  
if
 
d
==
0
:

    
s
=
Segment
(
A
,
M
)

    
M
=
s
.
midpoint
()

  
if
 
d
==
1
:

    
s
=
Segment
(
B
,
M
)

    
M
=
s
.
midpoint
()

  
if
 
d
==
2
:

    
s
=
Segment
(
C
,
M
)

    
M
=
s
.
midpoint
()

  
M
.
show
()

```